# Brassó–Sepsiszentgyörgy–Kézdivásárhely-vasútvonal
A Brassó–Sepsiszentgyörgy–Kézdivásárhely–Bereck-vasútvonal egy normál nyomtávolságú vonal, melyet a budapesti székhelyű Brassó–Háromszéki HÉV (BHHÉV) részvénytársaság épített 1890 és 1907 között. A vonal ma is használatban van, Brassó és Sepsiszentgyörgy közötti szakasza a CFR 400-as fővonalának részét képezi.

## Története
Brassó szárnyvonalainak kiépítését már 1879-ben, a városon áthaladó fővonal megnyitásakor javasolták; a terveket 1888-ban hagyták jóvá. A szárnyvonalak építése és üzemeltetése céljából 1890-ben megalakult a BHHÉV részvénytársaság, a kivitelező a budapesti Smreker és Arnoldy cég volt. A BHHÉV három tervezett vonala közül a Sepsiszentgyörgy irányába induló volt a legfontosabb, és ez volt a három vonal közül az egyetlen, mely nem Brassó-Bertalan állomásról, hanem a brassói főpályaudvarról indult (megjegyzendő, hogy a főpályaudvar akkoriban a Toamnei és a Hărmanului utcák kereszteződésénél, a jelenlegi CEC-székhely helyén állt).
Az építkezést 1890 tavaszán kezdték. 1891. október 11-én megnyitották a 32 kilométeres Brassó–Sepsiszentgyörgy, majd november 30-án a 45 kilométeres Sepsiszentgyörgy–Kézdivásárhely szakaszt. A Kézdivásárhely és Bereck közötti, 22 kilométeres távolság építése pénzhiány miatt elhúzódott, és csak 1907. szeptember 10-én adták át. Tervezték a meghosszabbítását az Ojtozi-szoroson keresztül Ónfalváig, azonban ez a rész végül soha nem készült el.
A trianoni békeszerződés után a vasutat átvette a román CFR. A második bécsi döntés értelmében a vasút kovásznai része visszakerült Magyarország területére, majd 1944-től ismét Románia részét képezte.
A CFR felújította és korszerűsítette a vonalat. A faaljas, könnyű síneket nagy teherbírású, vasbetonaljas sínekre cserélték, a Brassó–Sepsiszentgyörgy távolságot 1976-ban villamosították. Jelenleg a Brassó–Sepsiszentgyörgy szakasz a 400-as vasúti fővonal részét képezi. A Sepsiszentgyörgy–Bereck szakaszon a Regiotrans üzemeltet járatokat.

## Az állomások képei

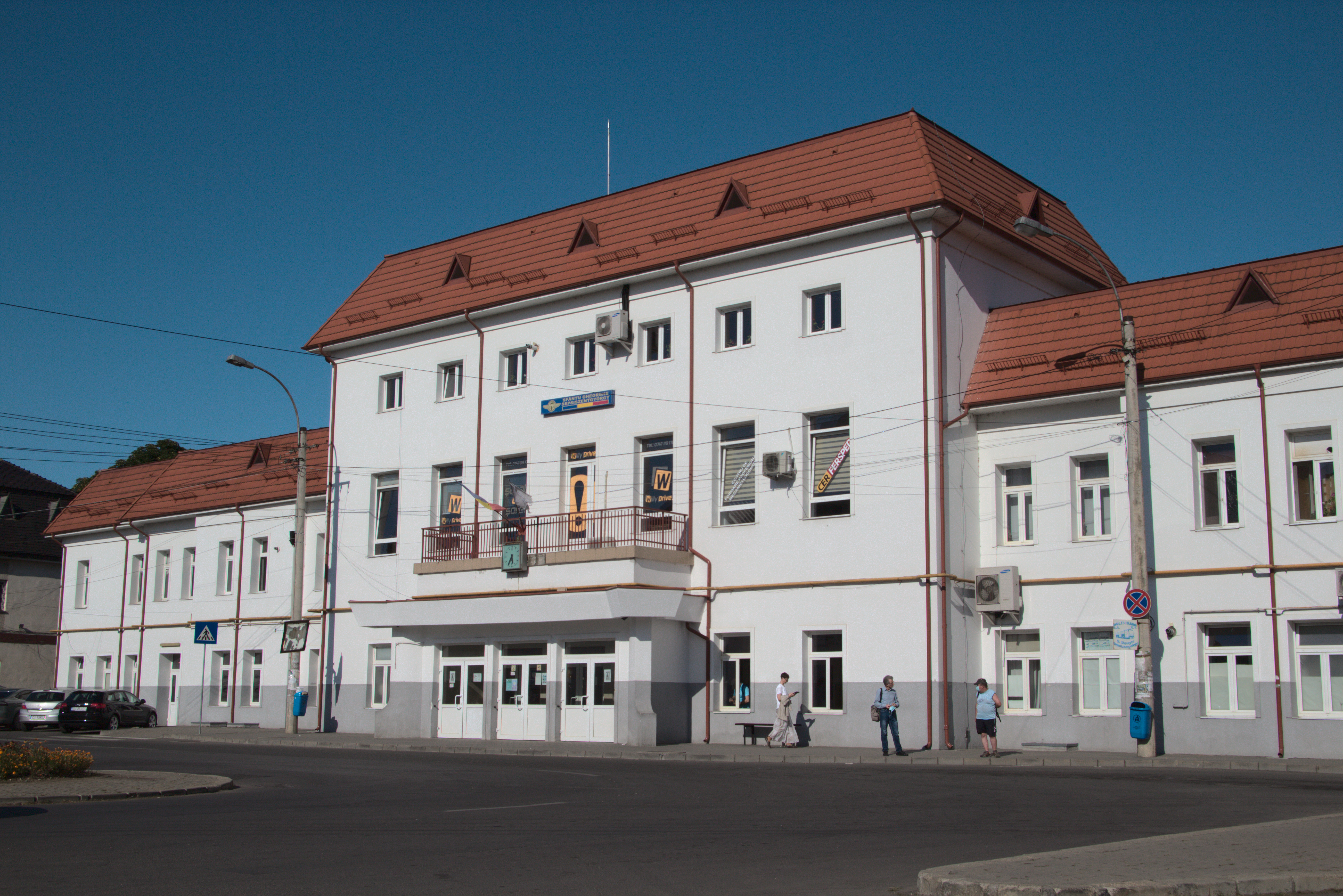
Sepsiszentgyörgy
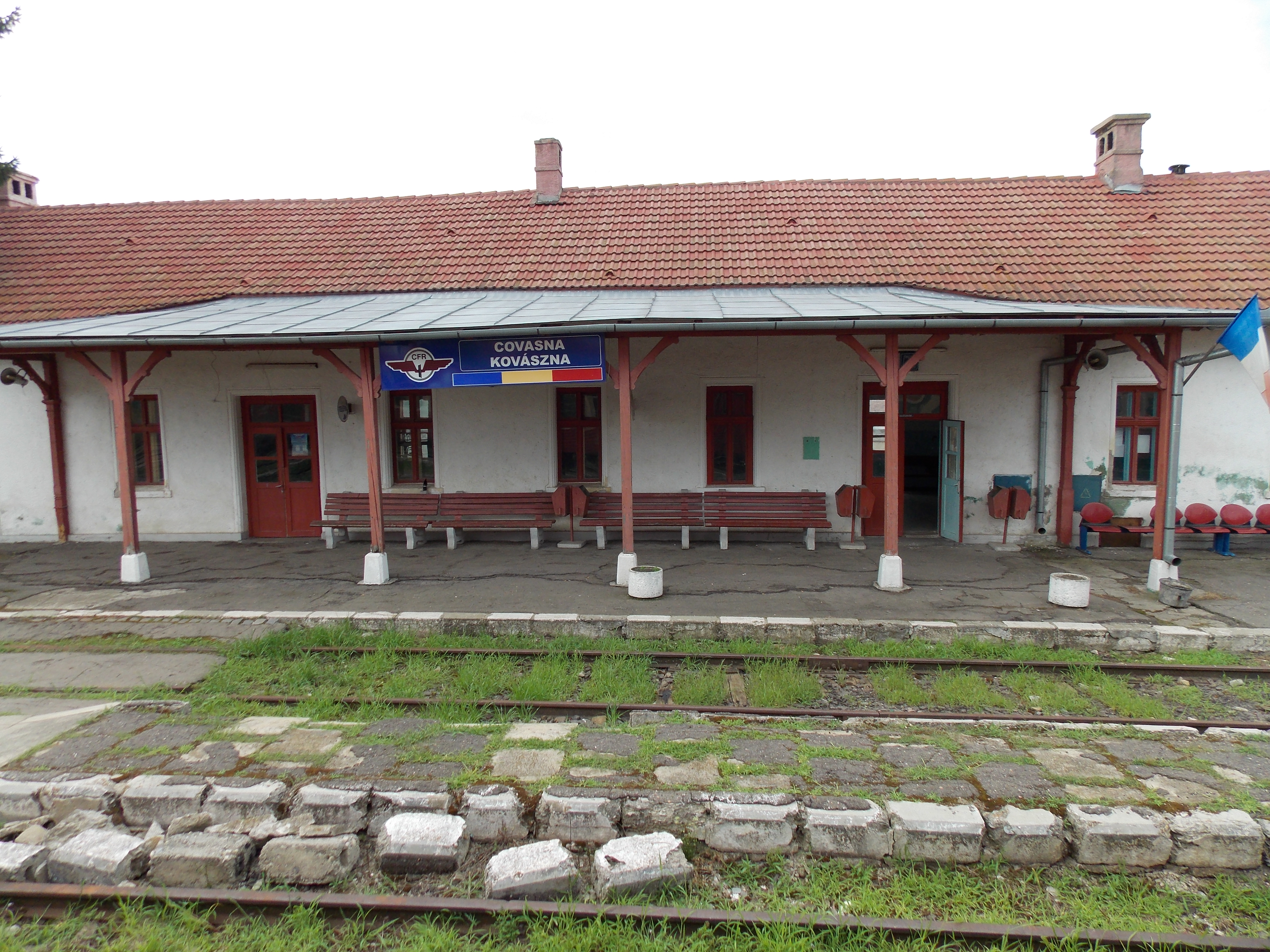
Kovászna
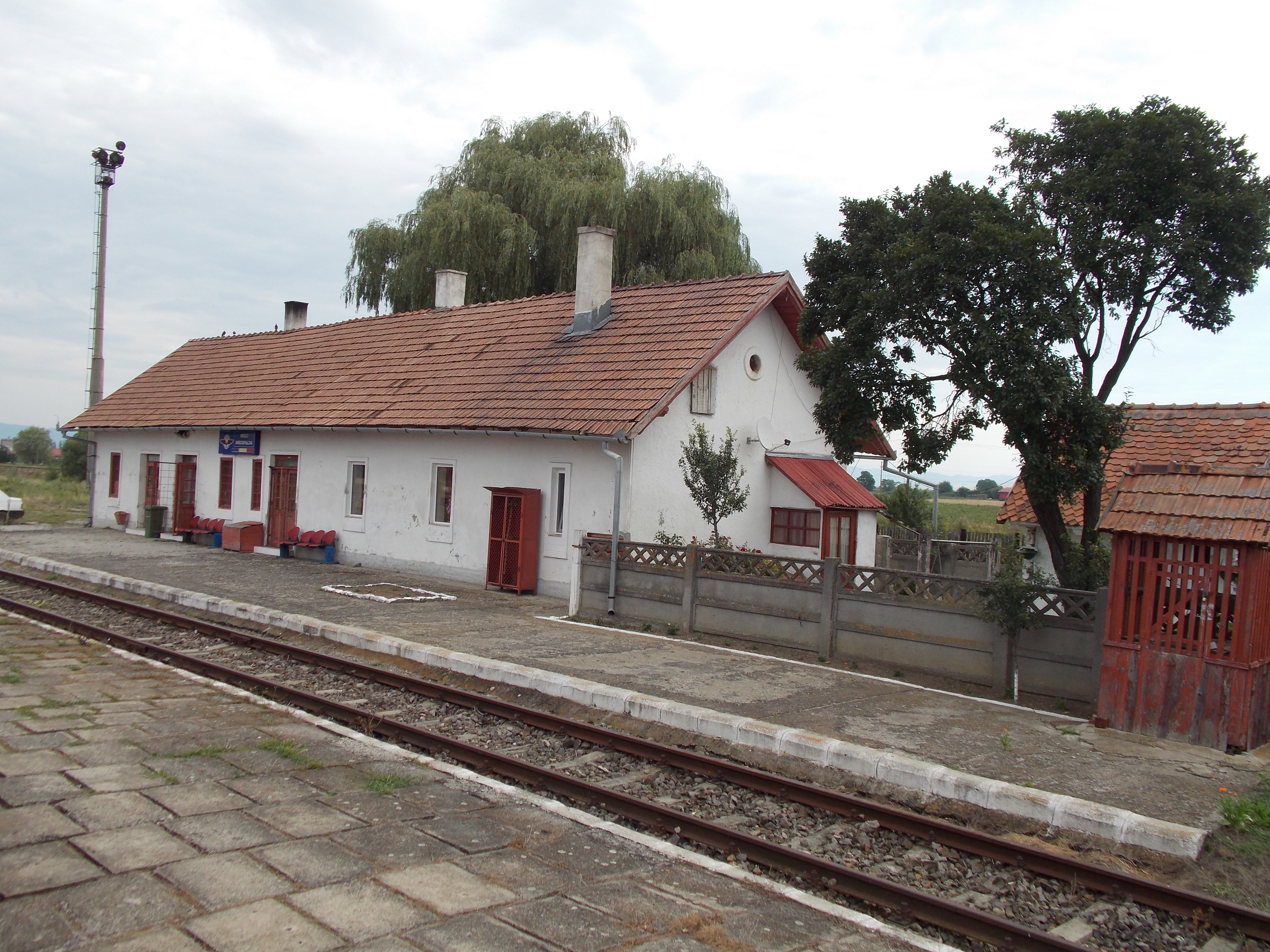
Imecsfalva
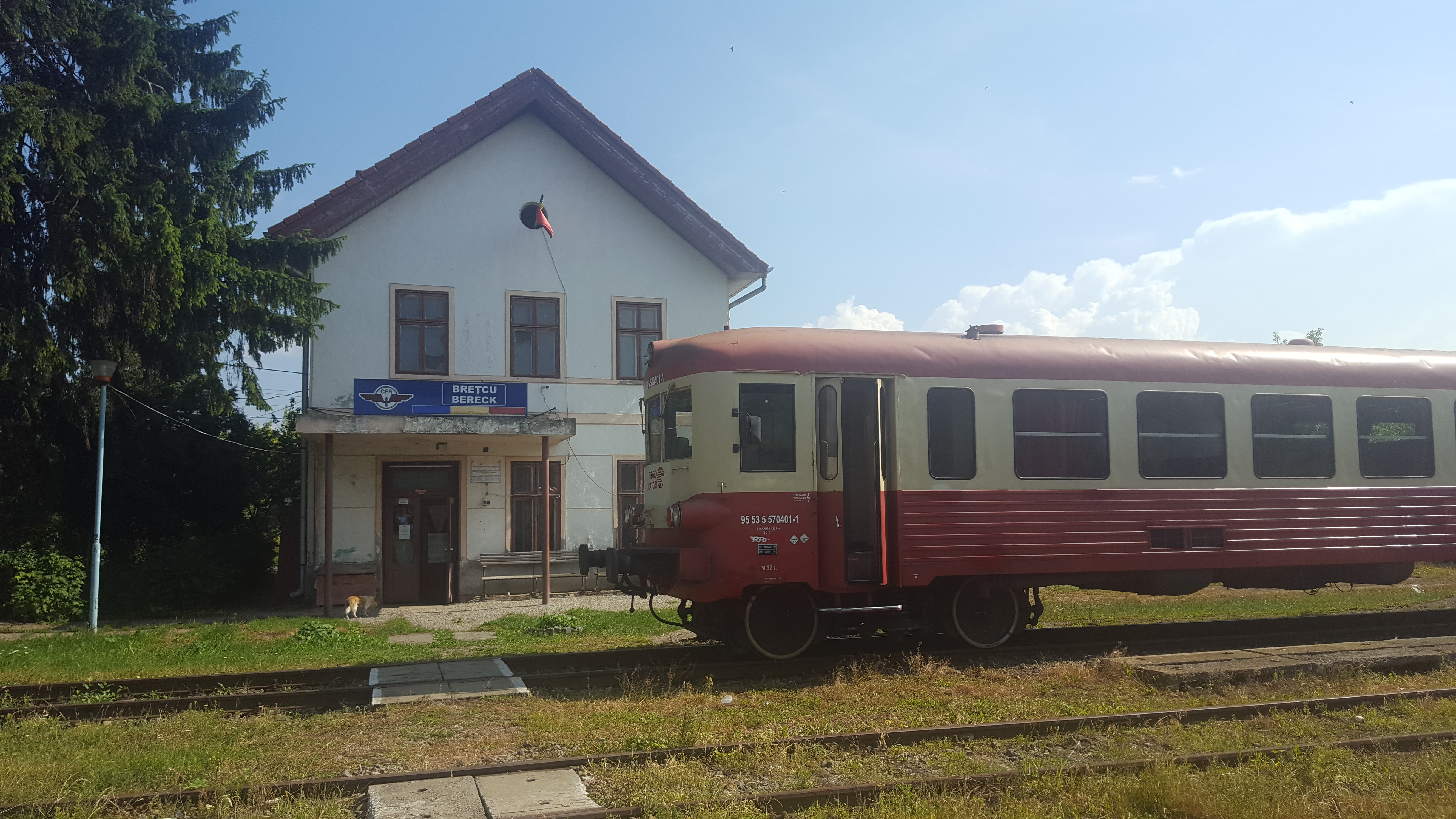
Bereck